# Order Matki (Białoruś)
Order Matki (biał. Ордэн Маці, ros. Орден Матери) – białoruskie odznaczenie państwowe.

## Historia
Odznaczenie zostało ustanowione ustawą Rady Najwyższej Republiki Białoruskiej nr 3726 - XII z dnia 13 kwietnia 1995 roku art. 8 pkt. д.. Ustawa określa nadawanie orderu kobietom, które urodziły i wychowały piątkę lub więcej dzieci. 
W dniu 6 września 1999 roku dekretem Prezydenta Białorusi nr 516 określono jego wygląd, a w dniu 18 maja 2004 r. dekretem z mocą ustawy Prezydenta Białorusi nr 288-3 uchylono ustawę z 1995 roku, zachowując na podstawie art. 4 Order Matki, a w art. 13 ustalono za jakie zasługi jest nadawany.
Pierwsze nadanie miało miejsce w dniu 14 października 1996 roku, gdy nagrodzono 124 kobiety posiadające 5 lub więcej dzieci.

## Zasady nadawania
Order posiada jeden stopień i jest nadawany kobietom, które urodziły lub wychowały pięcioro lub więcej dzieci. Zgodnie z ustawą do liczby dzieci liczy się także te, które zostały przez kobietę przysposobione lub adoptowane zgodnie z prawem i w chwili nadania odznaczenia wychowywane przez kobietę co najmniej 1 rok. Do liczby dzieci wliczane są także dzieci, które zginęły lub zaginęły w czasie wykonywania obowiązków służbowych w czasie służby wojskowej, ochrony granic, porządku publicznego, ratowania życia innych osób lub zmarły w wyniku obrażeń doznanych w takich okolicznościach, ponadto zmarły w wyniku wypadków w pracy lub w wyniku chorób zawodowych.
Odznaczenie jest nadawane przez Prezydenta Białorusi.
Do chwili obecnej odznaczeniem tym wyróżniono 8 531 kobiet.

## Opis odznaki
Odznaka jest wykonana z tombaku, większość jest pozłacana. Odznaką odznaczenia jest dziewięcioramienna gwiazda z okręgiem w środku. Gwiazda jest pozłacana. W okręgu znajduje się rysunek przedstawiający głowę kobiety i dziecka, nad którym znajduje się słońce, jest on pozłacany. Wzdłuż okręgu znajdują się posrebrzane wieńce z liści laurowych i dębowych, u dołu połączone wstążką, która jest emaliowana w kolorach białym i niebieskim, tak jak wstążka orderowa. Rewers odznaki jest gładki, okręg jest wklęsły i na nim znajduje się numer odznaczenia.
Odznaka zawieszona jest na pięciokątnej zawieszce owiniętej wstążką w kolorze jasnoniebieskim, która ma w środku pasek koloru ciemnoniebieskiego.